# Лятно тръшване (1989)
Лятно тръшване (1989) (на английски: SummerSlam (1989)) е второто годишно pay-per-view събитие от поредицата Лятно тръшване, продуцирано от Световната федерация по кеч (WWF). Събитието се провежда на 28 август 1989 г. в Ийст Ръдърфорд, Ню Джърси.

## Обща информация
Основното събитие е отборен мач между отбора на Световния шампион в тежка категория на WWF Хълк Хоган и Брутъс Бийфкейк (който по-късно ще бъде известен като Мега-маниаците през 1990-те години) и отбора на Ренди Савидж и Зевс. Основните мачове на ъндъркарда са Тед Дибиаси срещу Джими Снука, Ултимейт Уориър срещу Рик Руд за Интерконтиненталната титла на WWF и Джим Дъгън и Разрушителите (Екс и Смаш) срещу Андре Гиганта и Кулите близнаци (Акийм и Биг Бос Мен).

## Резултати
| №                                                                        | Резултати | Правила                                               | Време      |
| ------------------------------------------------------------------------ | --- | ----------------------------------------------------- | ---------- |
| 1Т                                                                       | Дино Браво побеждава Коко Б. Уеър                                                                                               | Индивидуален мач                                      | Неизвестно |
| 2                                                                        | Разбивачите на мозъци (Арн Андерсън и Тъли Бланшард) (с Боби Хийнън) поб. Фондацията Харт (Брет Харт и Джим Найдхарт)           | Отборен мач                                           | 16:23      |
| 3                                                                        | Дъсти Роудс поб. Хонки Тонк Мен (с Джими Харт)                                                                                  | Индивидуален мач                                      | 9:36       |
| 4                                                                        | Мистър Пърфект поб. Червеният петел                                                                                             | Индивидуален мач                                      | 3:21       |
| 5                                                                        | Невероятните Ружо (Жак и Реймънд) и Рик Мартел (с Джими Харт и Слик) поб. Рокерите (Марти Джанети и Шон Майкълс) и Тито Сантана | Шесторен отборен мач                                  | 14:58      |
| 6                                                                        | Ултимейт Уориър поб. Рик Руд (ш) (с Боби Хийнън)                                                                                | Индивидуален мач за Интерконтиненталната титла на WWF | 16:02      |
| 7                                                                        | Разрушителите (Екс и Смаш) и Крал Дъгън поб. Андре Гиганта и Кулите близнаци (Акийм и Биг Бос Мен) (с Боби Хийнън и Слик)       | Шесторен отборен мач                                  | 7:23       |
| 8                                                                        | Грег Валънтайн (с Джими Харт) поб. Херкулес                                                                                     | Индивидуален мач                                      | 3:08       |
| 9                                                                        | Тед Дибиаси (с Върджил) поб. Джими Снука чрез отброяване                                                                        | Индивидуален мач                                      | 6:27       |
| 10                                                                       | Брутъс Бийфкейк и Хълк Хоган (с Мис Елизабет) поб. Ренди Савидж и Зевс (със Сензационната Шери)                                 | Отборен мач                                           | 15:04      |
| - (ш) – указва шампиона/шампионите в мача - Т – показва, че мача е тъмен | |                                                       |            |